# Sacatepéquez (departement)
Sacatepéquez är ett departement i Guatemala. Det ligger i den sydvästra delen av landet, 26 km väster om huvudstaden Guatemala City. Antalet invånare är 56 000. Arean är 465 kvadratkilometer.
Terrängen i departementet är kuperad åt nordväst, men åt sydost är den bergig.
Departementet delas in i:

1. Municipio de Sumpango
2. Municipio de Santo Domingo Xenacoj
3. Municipio de Santiago Sacatepéquez
4. Municipio de Santa María de Jesús
5. Municipio de Santa Lucía Milpas Altas
6. Municipio de Santa Catarina Barahona
7. Municipio de San Miguel Dueñas
8. Municipio de San Lucas Sacatepéquez
9. Municipio de San Bartolomé Milpas Altas
10. Municipio de San Antonio Aguas Calientes
11. Municipio de Pastores
12. Municipio de Magdalena Milpas Altas
13. Municipio de Jocotenango
14. Municipio de Ciudad Vieja
15. Municipio de Antigua
16. Municipio de Alotenango

Följande samhällen finns i departamentet Sacatepéquez:

- Antigua Guatemala
- Ciudad Vieja
- Santiago Sacatepéquez
- Sumpango
- San Lucas Sacatepéquez
- Jocotenango
- Santa Lucía Milpas Altas
- Pastores
- Santo Domingo Xenacoj
- San Miguel Dueñas
- San Antonio Aguas Calientes
- San Bartolomé Milpas Altas
- Magdalena Milpas Altas
- Santa Catarina Barahona